# Llamado urgente
Llamado urgente é uma telenovela mexicana, produzida pela Televisa e exibida em 1964 pelo Telesistema Mexicano.

## Elenco
- Amparo Rivelles
- Ofelia Guilmáin
- Ada Carrasco
- Anita Blanch